# 网纹扁手蛙
网纹扁手蛙（学名：Platymantis reticulatus）为蛙科扁手蛙属的两栖动物，俗名网纹小岩蛙，是中国的特有物种。分布于西藏等地。该物种的模式产地在西藏墨脱希壤。